# Haemopis plumbea
Haemopis plumbea är en ringmaskart som beskrevs av Moore 1912. Haemopis plumbea ingår i släktet Haemopis och familjen Haemopidae. Inga underarter finns listade i Catalogue of Life.